# Emilio Ocón y Rivas
Emilio Ocón y Rivas – hiszpański malarz pochodzący z Andaluzji.
Jego nauczycielami byli Carlos de Haes i belgijski artysta Cleiss. Wykładał w Szkole Sztuk Pięknych w Maladze i z powodzeniem brał udział w różnych edycjach Krajowej Wystawie Sztuk Pięknych. Specjalizował się w pejzażach marynistycznych oraz witrażach.